# Glossaire de l'Ancien Régime
Glossaire des termes eu usage de l'Ancien Régime (Moyen Âge et Époque moderne)
- Haut – A
- B
- C
- D
- E
- F
- G
- H
- I
- J
- K
- L
- M
- N
- O
- P
- Q
- R
- S
- T
- U
- V
- W
- X
- Y
- Z

## A
- Abbé commendataire
- Abbé laïc
- Aveu et dénombrement

## B
- Bailliage
- Ban et arrière-ban
- Bénéfice ecclésiastique
- Banalité

## C
- Capitation
- Charte de franchises
- Chevage
- Corporation
- Corvée
- Cosse

## D
- Décimes
- Dîme
- Dîner du chevalier
- Droits 
  - Droit d'aubaine
  - Droit de bris
  - Droit de cuissage
  - Droit de prééminence

## E
- Échevinage
- Édit

## F
- Faide
- Formariage
- Fouage

## G
- Gabelle
- Généralité
- Glandée
- Gruerie

## I
- Insinuation

## J
- Juge-mage
- Justice
  - Basse justice
  - Moyenne justice
  - Haute justice
- Juveigneurie

## L
- Lettres
  - Lettre de cachet
  - Lettre de naturalité
  - Lettre de rémission
  - Lettres de justice
  - Lettres patentes
  - Lettres de provision
- Lit de justice
- Lods et ventes

## M
- Mainmorte
- Mallus
- Montre d'arme

## N
Noblesse : Un des trois Ordres de l'ancien régime

## O
- Officialité
- Ordonnance royale

## P
- Pacage et Paisson
- Pays d'État
- Présidial
- Prévôté
- Privilège

## Q
- Quérimonia
- Quévaise

## R
- Rachimbourg
- Régnicole

## S
- Sénéchaussée
- Servage

## T
- Taille (impôt)
- Tenure
- Tiers état
- Tonlieu

## U
- Usement

## V
- Ville
  - Bonne ville